# Генрик Ревакович
Ревакович Кароль Генрик (пол. Henryk Karol Rewakowicz, 1837—1907) — польський журналіст, політик, повстанець 1863 року.
З 1907 hjre — голова польської селянської партії, діяч і публіцист у Галичині українського роду. У період 1884—1907 років головний редактор часопису «Kurjer Lwowski», з яким у 1887—1897 роках співпрацював І. Франко. Редакція часопису містилася в будинку на вул. Хоронщизна, 5 (нині — вул. Чайковського).
Похований на Личаківському цвинтарі у Львові.